# Leon Rodal

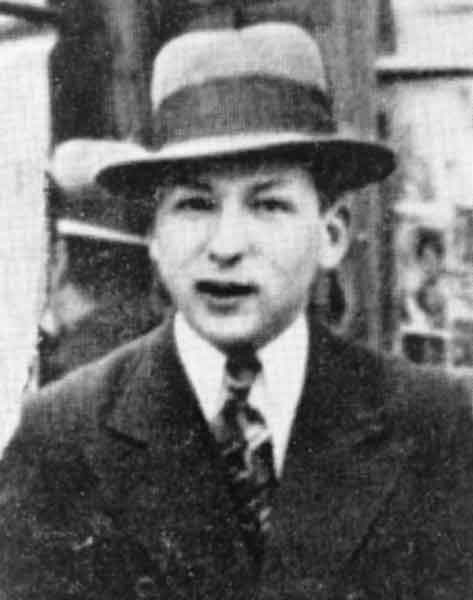
León Rodal

León Rodal, también llamado Arie o Leib Rodal (Kielce, 1913 - Varsovia, el 6 de mayo de 1943): periodista polaco, activista del Partido Revisionista Sionista, cofundador y uno de los comandantes de Żydowski Związek Wosjkowy (en español, Unión Militar Judía). Participó y murió en el Levantamiento del gueto de Varsovia.

## Biografía
León Rodal, también conocido como Leib (en yídish) y Arie (en hebreo), antes de la guerra fue periodista conocido de las revistas Moment y Di Tat, que escribía en yídish. También fue activista del partido de derecha sionista del Partido Revisionista Sionista.
Después del estallido de la guerra, se encontró en el gueto de Varsovia, donde en 1942 fue uno de los cofundadores y comandantes de Żydowski Związek Wosjkowy, ŻZW (en español, Unión Militar Judía). En ŻZW, era responsable del departamento de información que preparaba, imprimía y distribuía periódicos, boletines, carteles y realizaba intercepción de comunicaciones por radio. Durante los primeros días del Levantamiento del Gueto de Varsovia, luchó en la Plaza Muranowski, defendiendo el cuartel general de ŻZW, ubicado en el edificio de la calle Muranowska 7/9. Durante la batalla en la Plaza Muranowski, junto con el comandante militar de ŻZW, Paweł Frenkel, cambiaron la posición de los partidarios rodeados, acercándose a la posición de formaciones ucranianas colaboradoras y atacándolas por sorpresa.
El 25 de abril de 1943, después del desmantelamiento de la defensiva de la plaza Muranowski, Rodal, junto con su tropa, comandada por Frenkel, salieron del gueto por un túnel. La tropa se alojó en un apartamento clandestino previamente preparado en la calle Grzybowska 11/13. Desde allí, las subdivisiones de ŻZW salían a operaciones nocturnas en el gueto en llamas, tratando de salvar a los civiles encarcelados allí. La primera de estas acciones fue dirigida por León Rodal, quien llevó a un grupo de civiles fuera del gueto el 5 de mayo de 1943. Al día siguiente, la tropa de Rodal partió para salvar al resto del grupo encarcelado. A la vuelta, la tropa cayó en una emboscada y fue atacada por la tropa de las SS y la policía azul polaca. Rodal murió en batalla, junto con muchos miembros de su tropa.

## Conmemoración
El 9 de noviembre de 2017, la calle que antes llevaba el nombre de Edward Fondamiński, en el distrito de Śródmieście (Nowe Miasto, en español Ciudad nueva) en Varsovia, cambió el nombre por el de León Rodal.